# Filles dans la nuit
Pour plus de détails, voir Fiche technique et Distribution.
Filles dans la nuit (titre original : Girls in the Night) est un film américain réalisé par Jack Arnold, sorti en 1953.

## Fiche technique
- Titre original : Girls in the Night
- Titre français : Filles dans la nuit
- Réalisation : Jack Arnold
- Scénario : Ray Buffum
- Photographie : Carl E. Guthrie
- Montage : Paul Weatherwax
- Société de production : Universal Pictures
- Pays d'origine :  États-Unis
- Langue : Anglais
- Format : Noir et blanc — 35 mm — 1,37:1 — Son : Mono
- Genre : Film dramatique, Film policier
- Durée : 83 minutes
- Dates de sortie : 
  -  États-Unis : 15 janvier 1953
  -  Allemagne de l'Ouest : 5 juin 1953
  -  Autriche : juin 1953
  -  Suède : 17 août 1953
  -  France : 15 janvier 1954

## Distribution
- Harvey Lembeck : Chuck Haynes
- Joyce Holden : Georgia Cordray
- Patricia Hardy : Hannah Haynes
- Glenda Farrell : Alice Haynes
- Leonard Freeman : Joe Spurgeon
- Don Gordon : Irv Kellener
- Anthony Ross : Charlie Haynes
- Emile Meyer : Kovacs
- Tommy Farrell : Frankie
- John Eldredge : Juge
- Mario Siletti : Bruno
- Tom Dugan : Clancy
- Paul E. Burns : Fred Minosa